# Providence Company
Die Providence Company war eine private Gesellschaft, die 1630 zur Förderung der puritanischen Kolonisation der Insel Providence mit einer Charta Karls I. in der südlichen Karibik gegründet worden war. Hauptmann Daniel Elfrith hatte dem Earl von Warwick die Insel als Siedlungsgebiet vorgeschlagen.
Die Kolonialisierungsbemühungen der Gesellschaft auf Providence wurden als ein erfolgloses, unrentables und kurzlebiges Experiment beschrieben".

## Gesellschafter
Der volle Name der Gesellschaft war "Company of Adventurers for the Plantation of the Islands of Providence, Henrietta, and the adjacent islands, between 10 and 20 degrees of North Latitude and 290 and 310 degrees of longitude.".
Die Gesellschaft gab nicht mehr als 20 Anteile heraus. Die Gesellschafter rekrutierten sich aus dem Hochadel und anderen Mitgliedern der englischen Oberschicht, oft waren sie miteinander verwandt oder verschwägert. Unter den Investoren war der Puritaner Rich (Earl of Warwick). Dieser war auch an der Virginia Company, Somers Isles Company (Bermuda), Guinea Company und Plymouth Company (New England) beteiligt. Den Kampf gegen Spanien unterstützte er auch aus religiösen Gründen. In seinen Memoiren bezeichnet Hans Sloane Rich als Eigentümer von Providence Island. Weitere Gesellschafter waren Sir Thomas Barrington (1589–1644) mit einem vollen Anteil, Sir Nathaniel Rich, Francis Greville, Lord Brooke (1608–1643), Lord Saye and Sele, Sir Benjamin Rudyerd (1572–1658), John Graunt, Richard Knightley († 1639) und John Pym. Einige der Mitglieder brachten Erfahrungen aus der Kolonisation von Bermuda und Virginia ein.

## Die Insel Providence und weitere Territorien
Die vulkanische Insel Providence war mit 17 km² klein und offensichtlich als Siedlungsgebiet für größere Gruppen ungeeignet. Sie bestand aus ca. 16 km² gutem Ackerland, 16 km² hügeligem Land, das für Weidewirtschaft und Nahrungsmittelanbau geeignet war, der Rest war felsig und unfruchtbar. Nach Ansicht des Staatssekretärs Sir John Coke konnte die Insel 1000 Familien ernähren Heute leben hier 6411 Einzelpersonen, Cokes Schätzung scheint also hoch, aber nicht völlig unrealistisch. Die Insel besaß aber Süßwasserquellen und fruchtbare Böden, so das Proviant für vorbeifahrende Schiffe angebaut werden konnte. Da sie von Korallenriffen umgeben war, hauptsächlich Steilküsten aufwies und die Häfen hinter hohen Klippen lagen, war sie gut zu verteidigen. Der Hafen war klein und bot Platz für höchstens drei bis vier Schiffe von 300 Tonnen. Hauptargument für die Auswahl war vermutlich ihre Lage an den spanischen Schifffahrtslinien von Kuba zum mittelamerikanischen Festland, insbesondere die Landenge von Panama auf dem Weg zum Pazifik (Silberflotte).
Außerdem gehörte noch Henrietta (Sant Andreas) zu dem Territorium. Die Insel war blieb jedoch unbesiedelt und wurde nur aufgesucht, um gelegentlich wilde Kartoffeln zu sammeln.

### Tortuga
Nachdem 1629 der spanische Admiral Fadrique Álvarez de Toledo y Mendoza die Inseln St. Kitts und Nevis im Rahmen des Englisch-Spanischen Krieges (1625 bis 1630) erobert und geplündert hatte, flohen viele Überlebenden nach Tortuga, darunter 80 Franzosen und über 100 Engländer unter dem Kommando von Anthony Hilton, dem ehemaligen englischen Gouverneur der Insel.
1631 erbaten Hilton und 150 andere Plantagenbesitzer den Beistand und Schutz der Gesellschaft für die Ansiedlung auf Tortuga. Die Gesellschaft ging Karl I. um eine Erweiterung ihrer Charta an und kam dem Ansinnen nach. Sie lieferte sechs Geschütze und Munition. Hilton und sechs andere Engländer wurden in den Rat der Gesellschaft aufgenommen. Damit genossen die Siedler auf Tortuga, nun Association Island genannt, den Schutz der englischen Krone, der freilich rein hypothetisch blieb. Die Siedler blieben im Besitz ihrer Plantagen, sollten aber 20 % des Ertrags an die Gesellschaft abführen. Sie durften nur mit Schiffen der Gesellschaft Handel treiben, die ihren Tabak durch Agenten in England verkaufen würde, und die Gesellschaft hatte ein Monopol auf den Farbholzeinschlag. Neu freigelassene Schuldknechte hatten die Hälfte ihres Ertrages an die Gesellschaft abzuführen. Da die Gesellschaft es nie schaffte, eine ausreichende Menge von Schuldknechten auch nur für Providence anzuwerben und Tortuga eine geringe Priorität besaß, war diese Bedingung freilich eher hypothetisch. Statt dessen kauften die Händler der Gesellschaft Sklaven auf Tortuga auf und brachten sie nach Providence. Im Nachhinein scheint es, als habe keine der Parteien beabsichtigt, sich an die Vereinbarung zu halten. Es blieb bei den sechs Kanonen, während die Kolonisten auf Association Island weiter mit allen vorbeifahrenden Schiffen Handel trieben. Die Siedler ergänzten ihren Lebensunterhalt durch Piraterie. Einige Schuldknechte auf der Insel waren mit ihren Lebensumständen unzufrieden und entflohen. Der Ire Juan Morfa Gerladino y Burco (de Burgh) schloß sich den Spaniern auf St. Domingo an.

## Zusammensetzung der Bewohner

### Siedler
Als Siedler wurden überzeugte Puritaner ausgewählt, wie zum Beispiel Henry Halhead, der Bürgermeister von Banbury, und der Geistliche Hope Sherrard, der mit Halhead aus Banbury gekommen war. Hauptmann Philip Bell, der Schwiegersohn von Hauptmann Daniel Elfrith gab seinen Posten als Gouverneur von Bermuda auf, um Gouverneur von Providence Island zu werden. Zu den Engländern kamen Siedler aus Bermuda, die Philip Bell mitbrachte. Sie kannten die lokalen Verhältnisse, waren aber oft nicht so glaubensfest wie die englischen Neuankömmlinge. Man bemühte sich, unerwünschte Elemente wieder loszuwerden. Es fanden sich jedoch nicht genug überzeugte Puritaner mit gutem Leumund, die gewillt waren, sich dem Unternehmen anzuschließen. So wurden auch auf anderen karibischen Inseln Siedler angeworben. In England setzte man bezahlte Werber ein. Die Kosten für die Ansiedlung eines Menschen wurden auf 20–30 Pfund geschätzt. Auch Geistliche zu finden war unerwartet schwierig, man musste ihnen einen hohen Lohn und besondere Begünstigungen anbieten.
Cooke schätze, dass sich im Jahr 1635 500 weiße Männer und 30–40 Frauen auf der Insel befanden. Es war klar, dass sich die Bevölkerung nicht unabhängig erhalten konnte. Von Anfang an gab es außer englischen Vertragsknechten auch Sklaven auf der Insel, die 1635 vermutlich die Hälfte der Bevölkerung bildeten. Bald kam es zu Spannungen zwischen dem Militär und den Geistlichen, sowie den Kolonisten untereinander. Bell wurde beschuldigt, Nahrungsmittel ungerecht verteilt zu haben. Sein Schwiegervater Elfrith und William Rous, einer seiner Unterstützer, erhielten Kaperbriefe, um sie von der Insel zu entfernen. Währenddessen nahm der neue Gouverneur seine Ermittlungen auf, die sich jedoch hinzogen. Gouverneur Andrew Carter schickte 1640 Halhead und Pastor Sherrard schließlich in Ketten nach England zurück, um die dauernden Konflikte zu beenden. Schon 1633 beklagte Rudyerd Bitterkeit und Konkurrenz zwischen den Siedlern: „wee fynde the roote of bitterness plentifullye planted amongst you, an industrious supplanting one of another, and not a man theare of Place (a straunge thinge to consider) but hee doth both accuse and is accused; these are uncomfortable fruites of Religion.“
Zusätzlich gab es Diener auf der Insel, die von den Kolonisten aus England mitgebracht worden waren.

### Schuldkneche
Schuldknechtschaft (Indentur) war zu dieser Zeit eine geläufige Einrichtung und wurde auch in den nordamerikanischen Kolonien praktiziert. Auf Providence dauerte sie meist nur 2-3 Jahre, wesentlich kürzer als etwa auf Barbados. Die Schuldknechte wurden von der Gesellschaft verteilt, oft als Belohnung, Bezahlung oder Anreiz. Nach Ablauf ihres Vertrages konnten die Schuldknechte die Insel allerdings nicht ohne Erlaubnis der Gesellschaft verlassen. Meist wurden sie Pächter und konnten ihren eigenen Hausstand gründen. Auf Providence wurden die Schuldknechte außerdem beim Bau von Straßen und Befestigungen eingesetzt, da sich die Siedler diesen Aufgaben zu entziehen versuchten. 1632 versuchte die Gesellschaft, befreite Knechte zu Bauarbeiten einzustellen, nach zwei Jahren, während denen sie nur Lebensmittel erhielten, sollten sie dann eigenes Land und selbst Knechte bekommen.
Als 1632/33 die ersten Schuldknechte freigelassen wurden, gab es nicht genug Nachfolger und damit Arbeiter auf den Plantagen. Es gab konstante Beschwerden über schlechte Behandlung, zu harte Arbeit und unzureichende Nahrung.

### Sklaven
Auf der Insel gab es sowohl versklavte Afrikaner, die vor allem von spanischen und holländischen Schiffen geraubt worden waren, als auch indianische Sklaven aus Mittel- und Nordamerika. Nach dem Vernichtungskrieg von 1636-1637 gegen die Pequot schickte William Peirce 1637 15 überlebende Knaben und zwei Frauen nach Bermuda, die Deidre landete jedoch auf Providence Island und die Pequot wurden hier versklavt. Berichte der Kompanie beschreiben sie als "kannibalische Neger".

## Wirtschaft
Alle Entscheidungen wurden in London getroffen, ohne Erlaubnis der Gesellschaft durfte die Insel weder verlassen noch betreten werden.
Die Siedler waren Pächter der Gesellschaft und mussten ein Viertel ihres Ertrages an diese abführen. Auf der Insel wurde neben Lebensmitteln Tabak und Baumwolle angebaut, aber sie blieb ein Zuschussgeschäft. Die Qualität des Tabaks war schlecht. Nach Ansicht des Staatssekretärs Sir John Coke konnte die Insel 1000 Familien ernähren, würde jedoch kaum jemals wirtschaftlich selbständig werden. Er schätze, dass 8000 Pfund pro Jahr notwendig waren, um die Insel zu versorgen und die Befestigungen zu unterhalten. Als die Gesellschaft erklärte, dass sie zu solchen Leistungen nicht im Stand sei, stellte die Britische Regierung Kaperbriefe aus. Die Gesellschafter erwarteten nun große Profite aus dem Seeraub, der gleichzeitig dem katholischen Erbfeind schaden würde. Weitere Gewinne wurden aus dem Handel mit der Moskitoküste erwartet. Zusätzlich sandten sie Ende der 1630er Jahre Spinner und Weber sowie entsprechende Ausrüstung auf die Insel, um die dort angebaute Baumwolle zu verarbeiten. Außerdem wurde der Anbau von Lein geplant, um Barchent zu erzeugen. Auch Seidenraupen, Indigo, Krapp und Cochenille sollten kultiviert werden, scheinbar war den aristokratischen Gesellschaftern nicht klar, dass dies spezielle Kenntnisse und spezifische Umweltbedingungen erforderte.
Es fehlte jedoch weiterhin an Kolonisten. Die Gesellschafter versuchten, diese in Massachusetts anzuwerben, was die dortigen puritanischen Oberhäupter erboste und letztlich erfolglos blieb.
Das Militär beschwerte sich, dass die Siedler die Verteidigung der Insel vernachlässigten, die Befestigungen nicht in Stand hielten und Munition und Geschütze im Freien herumliegen ließen, wo sie verdarben. Da die Kolonisten ihre Produkte auf eigene Rechnung an die Besatzung vorbeikommender Schiffe verkauften, kehrten die Schiffe der Gesellschaft oft halbleer nach England zurück, was den Profit der Gesellschafter schmälerte.

## Spanische Angriffe
Juli 1635 kam es zu einem ersten spanischen Angriff, der jedoch nach fünftägigen Kämpfen zurückgeschlagen werden konnte. Angesichts der schlecht vorbereiteten Bevölkerung war sich alle einig, daß dies ein Beweis der göttlichen Vorsehung sei.
Im Mai 1640 fuhr eine kombinierte spanische und portugiesische Flotte von 12 Schiffen zu der Insel, konnte aber ebenfalls zurückgeschlagen werden. 1841 plante Admiral Don Francisco Diaz Pimienta einen weiteren Angriff, diesmal mit besserer Kenntnis der Örtlichkeit, um das Piratennest auszuheben. Im Mai des Jahres griff die spanische Silberflotte (Flota de Indias) die Insel an und konnte dieses Mal die Schmach von Santa Catalina ausgleichen. Sieben Schiffe und vier Pinassen mit 1.400 Soldaten und 600 Seeleuten legten in Cartagena ab und erreichten Providence Island am 19. Mai 1641. Der Hauptangriff erfolgte in New Westminster. Die Engländer ergaben sich. Pimienta sandte die Männer nach Cadíz, von wo aus sie ihre Heimreise arrangieren sollten. Viele Siedler blieben jedoch in der neuen Welt und siedelten sich an der Moskitoküste, St. Christopher, Tobago und Roatán an.
Die Sklaven wurden in Cartagena und Portobelo in Panama verkauft.
Die Befestigungen der Insel sollten eigentlich geschleift werden, aber Pimienta erkannte die strategische Bedeutung der Insel und ließ eine Besatzung von 150 Soldaten unter dem Kommando von Don Geronimo de Ojeda zurück. Für den Sieg wurde er in den Orden von Santiago aufgenommen. Das Schiff William and Sarah mit Thomas Fitch, dem Pastor Nicholas Leverton und Richard Lane an Bord war im April 1641 von England nach Providence gefahren. Die Besatzung wußte nichts von der spanischen Eroberung und versuchte die spanische Besatzung anzugreifen, wurden aber abgeschlagen.

## Gouverneure von Providence
- Hauptmann Philip Bell, 1630–1636
- Hauptmann Robert Hunt, 1636–1638
- Hauptmann Nathaniel Butler, 1638–1640
- Hauptmann Andrew Carter, 1640

## Weitere Ansiedlungsversuche
1638 versuchte der Plantagenbesitzer William Claiborne aus Virginia mit einer Charta der Providence Company am Ostende von Roatán eine Kolonie zu gründen. Er nannte die Insel zu Ehren von Henry Rich, Graf von Holland, Rich Island. Die Lage der Siedlung ist unbekannt, William Davidson nimmt an, dass sie am Ostende der Insel nördlich von Old Port Royal in der Nähe einer Paya-Siedlung namens Roata lag. Die Spanier vertrieben die Puritaner jedoch schon 1642.